# Zion

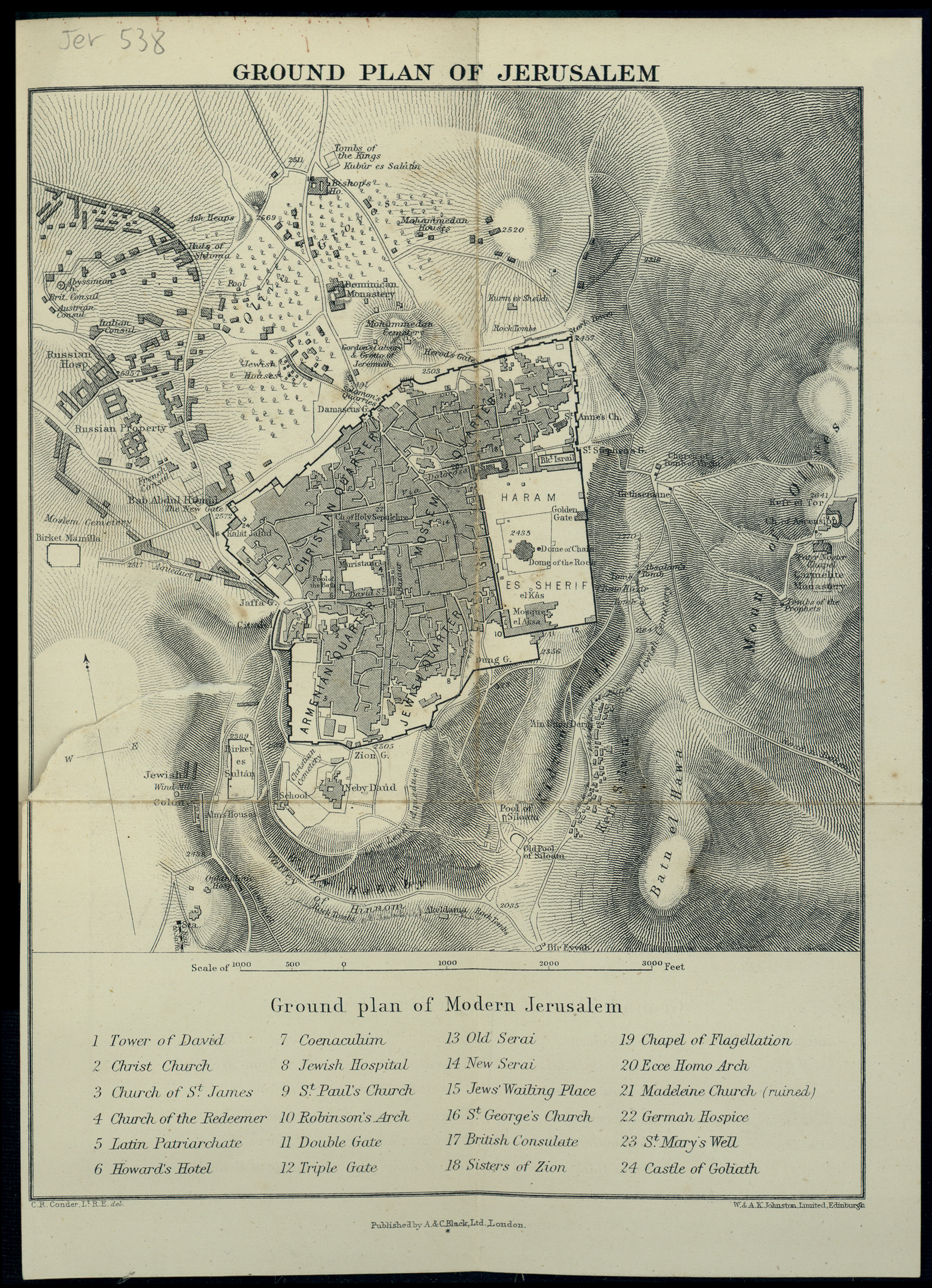
Topographischer Plan Jerusalems (1913): Südwest- und Südosthügel liegen außerhalb der Altstadtmauern; die nördliche Fortsetzung des Südosthügels ist die Tempelberg-Esplanade

Zion (hebräisch צִיּוֹן ṣijjôn) ist ein Ortsname in der Hebräischen Bibel. Das Wort ist sprachlich mit hebräisch צִיָּה ṣijjāh „trocken“ verwandt und kann daher als „trockener Ort“ im Sinne von „Bergrücken“ verstanden werden.
Die „Bergfeste Zion“ (2 Sam 5,7 ) war eine vorisraelitische Akropolis auf dem heutigen Südosthügel Jerusalems, identisch mit der Davidsstadt. Die in der Bibel König Salomo zugeschriebene Stadterweiterung Richtung Norden, wo Salomos Tempel und sein Königspalast lokalisiert wurden, hatte zur Folge, dass der Name Zion  im weiteren Sinn auf die gesamte auf dem Südosthügel gelegene Stadt, im engeren Sinn auf den Tempelberg überging, den Wohnsitz des Gottes der Israeliten JHWH (etwa in Jes 8,18 ).
Damit rückte der Zion ins Zentrum der Hoffnungen des Judentums, die sich auf weltweite Anerkennung JHWHs und seiner Rechtsordnung richten. Diese Zionstheologie durchzieht die Prophetie im Tanach seit Jesaja und bestimmte auch die Endzeiterwartung des Urchristentums mit.
Seit byzantinischer Zeit wurde die Bergfeste Zion irrtümlich mit dem Südwesthügel Jerusalems identifiziert, der seit dem Mittelalter außerhalb der Stadtmauern lag, so dass dieser den Namen Berg Zion (auch „Zionsberg“, „Mount Zion“, „Har Zijon“) erhielt. Im 19. Jahrhundert wurde jedoch der Südkamm des Tempelberges als Ophel oder Davidsstadt vermutet. Diese Annahme bestätigten archäologische Grabungen im 20. Jahrhundert im dortigen  Tell mit der Siedlungsschicht des bronze- und eisenzeitlichen Jerusalem.
Im mittelalterlichen Äthiopien trugen mehrere Herrscher der Salomonischen Dynastie das Wort im Namen (Amda Seyon I., Yagbe’u Seyon u. a.), im christlich-äthiopischen Sprachgebrauch die Jungfrau Maria.

## Das eisenzeitliche Jerusalem nach Alt und Noth
In der älteren deutschsprachigen alttestamentlichen Wissenschaft war ein Bild der Frühzeit Jerusalems fast konsensual akzeptiert, das in den Grundzügen auf einen Essay Albrecht Alts aus dem Jahr 1925 zurückgeht und durch Martin Noths Klassiker Geschichte Israels (1950) sehr weite Verbreitung fand.

### Jebusiterburg
Die ehemalige Jebusiterstadt Jerusalem mit der Burg Zion lag auf einem schmalen steilen Bergkamm südlich des späteren Tempelberges. Den Israeliten der vorstaatlichen Zeit gelang es nicht, diesen befestigten Stadtstaat zu erobern (Jos 15,63 ). Er blieb für sie, wie es im Richterbuch heißt, eine „fremde Stadt“ (19,10.12 ) und bildete mit anderen Stadtstaaten Kanaans eine Art Sperrriegel zwischen den Gebieten der israelitischen Nordstämme und Südstämme.

### Stadt Davids
Erst David eroberte Jerusalem mit der Burg Zion und machte sie als Stadt Davids zu seinem Königssitz und zum kultischen und politischen Mittelpunkt seines Reiches (2 Sam 5 ). Er wählte diese Stadt, weil sie ungefähr auf der Grenze zwischen den Gebieten der israelitischen Nordstämme – dem späteren Nordreich Israel – und der Südstämme – dem späteren Südreich Juda – lag und beiden Gebieten „die noch fehlende territoriale Geschlossenheit“ gab.
Indem David die Bundeslade dorthin überführen ließ (2 Sam 6 ), band er die von Alt und Noth postulierten religiösen Traditionen des früheren Zwölfstämmebundes an seinen Königssitz und ermöglichte deren Verbindung mit Elementen der im Stadtstaat Jerusalem gepflegten Religion Kanaans. „Das alte israelitische Heiligtum stand nun an dem kanaanäischen Kultort einer kanaanäischen Stadt, […] die aber bis dahin keinerlei israelitische Tradition aufzuweisen hatte.“ Von dem Hofpropheten Natan erhielt er wohl nach seinen Siegen über die Nachbarkönige und erfolgreicher Ausdehnung seines Reiches die Zusage des ewigen Bestandes seiner Dynastie (2 Sam 7,8 ff. ). Daran knüpfte die spätere Zionstheologie an.

### Tempelstadt
Nach biblischer Darstellung hatte bereits David den Bau eines Tempels auf dem Zionsberg geplant, den sein Sohn und Nachfolger Salomo verwirklichte. Noth führte dazu aus, dass Salomo die alte Jebusiterstadt bzw. Davidsstadt in nördliche Richtung erweitern ließ, da zwei Täler an der Ost- und Westseite (das Kidrontal und das später durch Aufschüttungen reduzierte Stadttal) keine Stadterweiterung in diese Richtungen zuließen. Daher war das salomonische Jerusalem eine in nordsüdlicher Richtung weit ausgedehnte Stadt mit sehr geringer ostwestlicher Breite. In dieser nördlichen Stadterweiterung ließ Salomo seinen Königspalast bauen, der so angelegt war, dass der auf diesem Gelände errichtete Tempel JHWHs eine „altheilige Stätte“, das Höhenheiligtum des jebusitischen Jerusalems, überbaute, „und zwar erhob sich das ‚Allerheiligste‘, das Adyton, dieses Tempels über der höchsten Erhebung des gesamten Palastgeländes, die als ‚heiliger Fels‘ heute noch in der Mitte des Felsendomes sichtbar zutage liegt.“
Die Kultreform des König Josia machte eine Vorform des Deuteronomiums zum Staatsgesetz (2 Kön 22 f. ). Damit wurden die lokalen Opferstätten in Judäa beseitigt und Jerusalem zur einzigen legitimen Kultstätte des Gottes Israels. Noth betont, dass diese Reform ein starker Eingriff in das traditionelle religiöse Leben der Judäer gewesen sei: „Die Beschränkung des gesamten kultischen Handelns auf die eine heilige Stätte in Jerusalem reduzierte die Fülle der kultischen Begehungen außerordentlich und trennte damit das bislang sehr stark kultisch gebundene alltägliche Leben notwendig in weitem Umfang vom kultischen Wesen.“
Daraufhin wurde der auf den Tempelberg übertragene Name Zion (Jes 10,12 ) im Judentum zum Inbegriff für die von Gott erwählte Königs- und Tempelstadt (z. B. Ps 78,68 ff. ).

## Das perserzeitliche und hellenistische Jerusalem
Die Zerstörung des Jerusalemer Tempels durch die Neubabylonier (587/586 v. Chr.) markiert eine Zäsur in der Religionsgeschichte Israels. Das kann man sich an Psalm 137 verdeutlichen, der sich im Babylonischen Exil verortet und sich dort „kontrafaktisch zur erzählten Welt an der Zionstheologie orientiert und auf deren Wiederherstellung hofft, sodass die exilische Existenz prinzipiell defizitär erscheinen muss und nur negativ eingeschätzt werden kann.“ Diese Selbstverortung im Babylonischen Exil bedeutet allerdings nicht, dass der Psalm auch in der tempellosen Exilszeit geschrieben worden wäre, vielmehr tendiert die neuere Psalmenexegese dahin, den Verfasser in der frühnachexilischen Zeit zu datieren. Der Zion wurde Ort der Erinnerung und Sehnsucht der exilierten Juden, bestimmte ihre Gebetsrichtung (Dan 6,11 ) und prägte die Zukunftshoffnungen der Exilsprophetie, so dass sie ihn zum Synonym für die Rückkehr der um das Heiligtum versammelten Juden in das „gelobte Land“ (eretz jisrael) machte. Mit dem Wiederaufbau des Tempels (ca. 520–515 v. Chr.) wurde der Zion erneut kultisches Zentrum des nachexilischen Judentums, das ihn als Mittelpunkt der Welt ansah und auch die umgebende Völkerwelt in die Zionstheologie einbezog.

## Zionstheologie im Tanach
Der Zion wurde in der biblischen Überlieferung seit dem Bau des ersten Tempels mit einer Fülle von Motiven und Themen umgeben, die man als Zionstradition oder Zionstheologie zusammenfasst.
Statistisch finden sich 159 Belege für das explizite Wort Zion (צִיּוֹן) im Codex Leningradensis. Davon finden sich
- 49 in Jesaja
- 38 in den Psalmen
- 18 in Jeremia
- 15 in Klagelieder
- 9 in Micha
- 8 in Sacharja
- 7 in Joel
- 3 in 2. Könige
- je 2 in Amos und Obadja, Zephania
- je 1 in 2. Samuel, 1. Könige, 1. Chronik, 2. Chronik, Hohelied, Hesekiel

Einer der ältesten Belege, die die Universalisierung Jerusalems bekunden, findet sich in der Inschrift von Chirbet Bet Layy 1: "JHWH ist der Gott der ganzen Erde, (die) Berge Judas sind sein, dem Gott Jerusalems.

### Zionspsalmen
Dazu gehören vor allem die Psalmen 46 , 48 , 76 , 84 , 87 , 122 , 132 . In ihnen finden sich etwa die verwandten, oft mythisch überhöhten Motive der Gottesstadt, des Gottesberges, des Gottesthrons und des fiktiven Stroms, dessen Arme die Stadt umfließen.
Typische Motive sind:
- Völkersturm/feindliche Bedrohung (z. B. Ps 76,4)
- Festigung/Schutz der Stadt Zion durch Gott (z. B. Ps 87,5)
- Mit-Sein Gottes/Wohnung bei seinem Volk (z. B. Ps 46,6.8.12)
- Armenfrömmigkeit (z. B. Ps 76,10)
- Tempelpersonal (z. B. Ps 84,5)
- soziologische Differenzierungen (z. B. die, die in Vollkommenheit wandeln; die, die Gott vertrauen, Ps 85,12b–13)
- Zion als Nabel der Welt (z. B. alle sind dort geboren, Ps 87,4–7)

### Zionsverheißungen
Jesaja hat die prophetische Zionstheologie im Tanach begründet. Mit seiner Berufungsvision vor Gottes Thron auf dem Zion ist die Erwartung universaler Anbetung dieses Gottes (Jes 6,1–3) und der Sendung des Propheten zu den Israeliten verbunden (Jes 8,18). Viele Einzelworte beziehen sich auf Zion bzw. Jerusalem als Wohnsitz, Gerichts- und Heilsort Gottes. Eben weil Gott diesen Ort für seine Präsenz auf Erden gewählt habe, wiege die Untreue der Jerusalemer gegenüber der Tora umso schwerer (Jes 1,21 ff.). Vom Zion werde das Gericht über die abtrünnigen Führer Israels ausgehen, die mit dem Totenreich Verträge schlössen, statt sich auf ihren Gott zu verlassen (Jes 28,14 ff.). Dieses Gericht treffe auch die Völker, die gegen den Berg Zion kämpfen (Jes 29,1–8).
Das Motiv des Völkerkampfes gegen den Zionsberg ist in Jes 8,9 f. auch mit der Verheißung des Immanuel (Jes 7,1–17) verbunden, die eventuell den kommenden Messias meinte. Man findet es auch ohne ausdrücklichen Bezug auf den Zion (Jes 17,12 ff.). Es wurde von späteren Propheten wie Deuterojesaja (z. B. Jes 41,1–4; 45,1–3; 45,14–17) und Tritojesaja (Jes 52,1 f., 7 ff.) aufgegriffen (vgl. Ps 2; 46,6; 110; 125,1; Hos 1,7; Joel 3,5; 4,16 f.; Mi 4,12 f.; Sach 14,3.13 f.; Ez 38 f.).
Das Gegenbild zum Völkersturm ist das Motiv der Völkerwallfahrt zum Zion, gefolgt vom Weltfrieden. Es findet sich in Mi 4,1–5; Jes 2,2–4; Jes 60; 66,20; Hag 2; Sach 8,22; 14,16 f.; Ps 68,32 u. a.

### Tochter Zion
Die ursprünglich selbständige Metapher בת ציון („Tochter Zion“) wurde in der biblischen Prophetie seit dem babylonischen Exil (ab 586 v. Chr.) auf die Königs- und Tempelstadt Jerusalem bezogen. Das Motiv findet sich in den Nevi’im (Prophetenbüchern), den Klageliedern Jeremias und einigen Psalmen in drei Formen der Klage, Anklage und Heilsverheißung: In Jes 22,4; Jer 4,19–21; 6,22–26; 8,18–23; 10,17–20; Thr 1 und 2 ist Jerusalem leidendes Kriegsopfer, Witwe und verlassene Mutter. In Jer 2; 3,1–5; 13,20–27; Jes 1,21–26; Ez 16 und 23 ist die Stadt Abtrünnige, Hure und Ehebrecherin. In Jer 30–31; Jes 40,9–11; 49; 51; 54; 60–62 ist Zion Braut JHWHs, Königin und geachtete Mutter vieler Kinder. In allen drei Gattungen ist Zion eigene Person in Relation sowohl zu Gott als auch ihrer Bevölkerung und nimmt weitgehend anthropomorphe Züge an.
Altorientalische Vorläufer des Motivs finden sich im westsemitischen Raum, die der Stadt weibliche Titel als Ausdruck der Verehrung beilegen. Dabei konnte der Übergang von weiblich vorgestellter Stadt und Stadtgöttin soweit verschwimmen, dass der Stadt auch göttliche Eigenschaften zugewiesen wurden. Näher verwandt sind aber mesopotamische Traditionen der Stadtklage. Hier handelt es sich um eine Klagegattung, die ihren historischen Ort zunächst in der Zerstörung mehrerer Großstädte (Ur, Nippur, Uruk, Eridu) gegen Ende der Periode Ur III (Ende des 3. Jahrtausend v. Chr.) im sumerischen Reich hatte. Sie liegen in sumerischer Sprache vor und wurden mindestens bis zur Mitte des 2. Jahrtausend kopiert und verbreitet. Das kennzeichnende Merkmal dieser Texte ist das Auftreten der Stadtgöttin, die die Zerstörung ihrer Stadt und ihres Tempels beklagt. Sie betrauert ihre eigene Vertreibung, den Verlust ihrer „Kinder“ als Tod und Vertreibung ihrer Bevölkerung und den Verlust ihrer göttlichen Protektion und damit jeglicher politischen und religiösen Ordnung in der Stadt.
Diese Elemente werden in den folgenden Jahrhunderten bis ins 1. Jahrtausend v. Chr. in religiösen Gebrauchstexten wieder aufgenommen, die vermutlich im Zuge von Tempelabriss- und Wiederaufbaufeiern benutzt wurden. Auch sie sind geprägt vom Auftritt der „klassischen“ Figur der klagenden Göttin (vor allem Inanna als mesopotamischer Mutter- und Schutzgöttin überhaupt). Auch wenn in Israel eine eigenständige Gattung der „Stadtklage“ nicht nachzuweisen ist, so dürften entsprechende Klagetraditionen doch auch in Israel bekannt gewesen sein. Literar- und traditionsgeschichtliche Untersuchungen zeigen, dass die klagenden Formen einer Personifikation Jerusalems in der Bibel die ältesten sind, also wahrscheinlich aus der mesopotamischen Stadtklage entstanden. Ob Israel allerdings eine eigenständige Gattung der Stadtklage kannte, lässt sich nicht mehr zuverlässig rekonstruieren, auch wenn manches dafür spricht.
Jerusalem personifizierende Klageelemente finden sich in ihrer frühesten Form in prophetischen Unheilsansagen wie Jes 22,4; Jer 4,19–21 oder 8,18–23. Von dort aus finden sie ihren Weg in die sogenannten Klagelieder Jeremias (Threni), in denen die „Tochter Zion“ zur trauernden und verlassenen Mutter, zur vergewaltigten Frau und zur entehrten Geliebten wird. Die Entstehung dieser Klagetexte gehört historisch in die Zeit der Bedrohung und schließlichen Eroberung Jerusalems im 7. und 6. Jh. v. Chr. durch das assyrische und dann babylonische Großreich und der Verarbeitung dieser für Israel traumatischen Erfahrungen (Babylonisches Exil).
Die Threni legen der Stadt auch schon Schuldbekenntnisse in den Mund, die sich dem Reflex auf die schon genannten Anklagen der „Tochter Zion“ verdanken. Schon früh scheint nämlich ein Prozess begonnen zu haben, in dem die klagenden Texte überformt wurden durch Anklagen: Die Stadt wird zur Ehebrecherin und Hure erklärt, weil sie ihren Gott JHWH verlassen und anderen Göttern gedient habe. Diese Abwendung von ihrem Herrn wird in geradezu drastisch-sexuellen und erniedrigenden Bildern entfaltet (Ezechiel 16 und 23). Die Stadt, die in den Klagen Opfer war, wird somit in der Reflexion zur Täterin.
Ihre Annahme dieser Schuldzuweisung wiederum ermöglicht die erneute Zuwendung JHWHs. Dies wird spürbar in den nachexilischen Texten, die der „Tochter Zion“ neues Heil, eine neue Brautzeit mit ihrem Herrn JHWH, die Wiederkehr ihrer Kinder und ihre Erhöhung zur endzeitlichen Königin verheißen (Jes 49; 54; 60; 62). Die Freudenaufrufe an die „Tochter Zion“ werden so zu einem wiederkehrenden Thema auch der späten israelitischen Prophetie (Sach 9,9–12).

## Zionstheologie im Neuen Testament
Der Zion als Ort der kommenden Offenbarung des Gottes Israels, zu dem eines Tages alle Völker hinströmen würden, hat die Darstellung der Geschichte Jesu Christi im Urchristentum mitbestimmt: Denn dieser Messias war für sie der, der durch sein Lehren, Heilen, stellvertretendes Sterben und Auferstehen das Reich Gottes verkörpert und anfänglich verwirklicht, so dass alle Völker durch ihn den Bundesgott Israels kennenlernen und eines Tages anerkennen würden (Mt 28,10; Phil 2,12 u. ö.).
Mt 2,1–12  erzählt von orientalischen Astrologen (magoi), die durch einen hellen Stern von der Geburt eines neuen Königs der Juden erfahren und nach Jerusalem reisen, von dort aber zu dessen Geburtsort in Betlehem geführt werden, um vor ihm niederzufallen und ihn mit königlichen Geschenken zu ehren. Diese Geschichte stellt Jesu Geburt als anfängliche Erfüllung der biblisch verheißenen Völkerwallfahrt zum Zion dar. Mit dem Stern von Betlehem erinnerte der Evangelist an die Weissagung Num 24,17 , nach der ein künftiger jüdischer König Israels Feinde besiegen werde. Diese wurde im damaligen Judentum auf den kommenden Messias gedeutet, etwa in einer der Schriftrollen vom Toten Meer (4Q175), im Targum Onkelos und in Briefen des Simon Bar Kochba. Die Freude der Sterndeuter beim Fund des Geburtsortes Jesu deutet auf die endzeitliche Freude aller Völker im Reich Gottes voraus (Jes 60,5; 65,17 ff.; 66,14; vgl. Mt 5,12; Lk 2,10). Darüber hinaus erwartete biblische Prophetie vom Messias laut Mi 5,1 ff.; Jes 49,6 u. a., dass er das Zwölfstämmevolk der Israeliten wiederherstellen und es vor seinen ehemaligen Feinden, den Fremdvölkern, verherrlichen werde, um diese ebenso zu segnen.
Jesus von Nazaret hat diese Erwartungen wahrscheinlich durch eigene Worte und Taten mitveranlasst: etwa durch Berufung von zwölf Aposteln pars pro toto (Mt 4,13–16; 19,28), die die bleibende Erwählung ganz Israels zum Volk Gottes bestätigte. Das Jesuswort Mt 8,11 / Lk 13,29 kündigte das Kommen der „Fernen“, also der Nichtjuden, zum endzeitlichen Mahl mit den Erzvätern Israels an: Dieses Mahl hatte Jes 25,6 ff. zusammen mit der Vernichtung des Todes als Folge der Thronbesteigung Gottes auf dem Zion verheißen (vgl. Jes 49,12). Danach sollen die nichtjüdischen Völker durch die Auferstehung der Toten im Reich Gottes Anteil an den Heilsverheißungen für die Stammväter Israels erhalten.
Die Geschichte vom Einzug Jesu auf einem Esel in Jerusalem (Mk 10,1–9  par) nimmt die messianische Verheißung vom Friedenskönig (Sach 9,9 ) auf, der den Völkern ohne eigene Macht umfassende Abrüstung als Willen Gottes gebieten werde. Die folgende prophetische Zeichenhandlung Jesu im Tempelvorhof für Proselyten und Nichtjuden (Mk 11,17 ) sollte die ungehinderte Teilnahme von Nichtjuden am Gebet im Tempel ermöglichen und so die in Jes 56,7  verheißene gemeinsame Anbetung des einzigen Gottes auf dem Zion vorwegnehmen und ermöglichen, in der nach Jes 60,11  die Erneuerung Israels zum Ziel kommen werde.

## Antisemitismus
Der Antisemitismus verwendet den Begriff als symbolische Zusammenfassung eines angeblichen Weltjudentums: so die Protokolle der Weisen von Zion.
Nathan Birnbaum nannte die in Europa um 1880 entstandene jüdische Nationalbewegung 1890 Zionismus, um die osteuropäischen jüdischen Siedlervereine namens Chibbat Zion („Zionsliebe“) für das durch eine politische Organisation angestrebte Ziel eines jüdischen Gemeinwesens im Raum Palästina zu gewinnen. Im Jahre 1892 erklärte er den Sinn des Begriffes wie folgt:

„Zion bezeichne auf poetische Weise ‚seit den ältesten Zeiten‘ Jerusalem, darüber hinaus das Land Israel und die mit diesem verwachsene jüdische Nation. Der Name sei seit dem Verlust dieses Landes in der Römerzeit zum Ausdruck einer sehnsüchtigen Hoffnung auf ‚jüdische Wiedergeburt‘ geworden. Dieses Ideal habe das zerstreute jüdische Volk 2000 Jahre lang begleitet und den Zionismus begründet. Dieser habe aus dieser „Gemütsregung“ eine bewusste Anstrengung von Denken und Handeln und somit eine ‚rettende Idee‘ gemacht.“

Theodor Herzl wurde zum Begründer des politischen Zionismus, der nach dem Holocaust mit der Gründung des Staates Israel verwirklicht wurde.

## Einzelbelege
1. ↑  Eckart Otto: Zion. In: Religion in Geschichte und Gegenwart (RGG). 4. Auflage. Band 8, Mohr-Siebeck, Tübingen 2005, Sp. 1874–1876.
2. ↑  Israel Finkelstein, Neil A. Silbermann: David und Salomo. Beck, München 2006, ISBN 3-406-54676-5, S. 235.
3. ↑  Martin Noth: Geschichte Israels. 7. Auflage. Vandenhoeck & Ruprecht, Göttingen 1969, S. 56.
4. 1 2  Martin Noth: Geschichte Israels. 7. Auflage. Vandenhoeck & Ruprecht, Göttingen 1969, S. 176.
5. ↑  Martin Noth: Geschichte Israels. 7. Auflage. Vandenhoeck & Ruprecht, Göttingen 1969, S. 205.
6. ↑  Martin Noth: Geschichte Israels. 7. Auflage. Vandenhoeck & Ruprecht, Göttingen 1969, S. 191.
7. ↑  Martin Noth: Geschichte Israels. 7. Auflage. Vandenhoeck & Ruprecht, Göttingen 1969, S. 250.
8. ↑  Martin Leuenberger: Gott in Zion: Geschichte der Zionstheologien im alten Israel mit Schwerpunkten auf den Psalmen und dem Jesajabuch. Mohr Siebeck, Tübingen 2024, S. 244.
9. ↑  Martin Leuenberger: Gott in Zion: Geschichte der Zionstheologien im alten Israel mit Schwerpunkten auf den Psalmen und dem Jesajabuch. Mohr Siebeck, Tübingen 2024, S. 243, Anm. 15: mit Verweis (unter anderem) auf den Psalmenkommentar von Frank-Lothar Hossfeld und Erich Zenger in der Reihe Herders Theologischer Kommentar zum Alten Testament.
10. ↑  Bibleworks 10. (bibleworks.com).
11. ↑  Othmar Keel, Max Küchler, Christoph Uehlinger: Orte und Landschaften der Bibel. Ein Handbuch und Studien-Reiseführer zum Heiligen Land. Band 4/1: Die Geschichte Jerusalems und die Entstehung des Monotheismus. Vandenhoeck & Ruprecht, Göttingen 2007, ISBN 978-3-525-50177-1, S. 630 (eingeschränkte Vorschau in der Google-Buchsuche).
12. ↑  Peter Fiedler: Das Matthäusevangelium. Theologischer Kommentar zum Neuen Testament. Band 1. Kohlhammer, Stuttgart 2006, ISBN 3-17-018792-9, S. 57–62.
13. ↑  Joachim Jeremias: Jesu Verheißung für die Völker (= Franz Delitzsch-Vorlesungen. 1953 ). 2., durchges. Auflage. Kohlhammer, Stuttgart 1959, DNB 452197538, S. 56.
14. ↑  Alex Bein: Die Judenfrage. Biographie eines Weltproblems. Band I, Deutsche Verlags-Anstalt, Stuttgart 1980, ISBN 3-421-01963-0, S. 273.
15. ↑  Briana Simon: Yearning for Zion. (Memento vom 4. Oktober 2007 im Internet Archive) In: hagshama.org.il.